# Morbid Angel
Morbid Angel er et dødsmetalband fra Florida, USA. Gruppen opstod i 1984 og havde stor indflydelse på udviklingen af dødsmetalgenren og dens standarder. Deres sange er typisk yderst komplekse, hvilket skyldes guitarist Trey Azagthoth og trommeslager Pete Sandovals tekniske kunnen.
Morbid Angel var et af de dødsmetalbands, der oprindeligt skrev kontrakt med Earache Records, og havde også indflydelse på dødsmetallens overgang fra dens thrash metal-rødder til den nuværende form med tilføjelsen af blast beat i højt tempo, som de kendtes fra grindcore.
Alle Morbid Angels album er blevet udgivet med titlernes forbogstaver i alfabetisk rækkefølge (A-H) i overensstemmelse med kronologien.
Deres oprindelige tekstmæssige temaer dvælede typisk ved satanisme og anti-kristne emner, men fra deres andet album, Blessed are the Sick, og fremefter er teksterne i stedet begyndt at omhandle gamle sumeriske guder.

## Medlemmer

### Nuværende
- Trey Azagthoth – Guitar (1984-i dag)
- David Vincent – Vokal, bas (1989-1996, 2004-i dag)
- Destructhor – Guitar (2008-i dag)
- Tim Yeung – Trommer (2010-i dag)

### Tidligere medlemmer
| - Richard Brunelle - (1985—1992, 1994, 1998) - Gino Marino - (1992 - 1993) - Erik Rutan - Guitar og keyboard (1993—1996, 1999—2002, 2006) - Tony Norman - (2003—2006) - Kenny Bamber - (1985) - Michael Manson - (1986) - Steve Tucker - Vokal og bas (1997—2001, 2003—2004) - Jared Anderson - Vokal og bas (2001—2002) | - Dallas Ward - Bas og vokal (1984—1985) - John Ortega - (1985—1986) - Sterling Von Scarborough - (1986) - Mike Browning - Trommer og perkussion (1984—1986) - Wayne Hartsell - (1986—1988) - Pete Sandoval – Trommer (1988-2010) |

## Diskografi
| - 1989: Altars of Madness - 1991: Blessed are the Sick - 1993: Covenant - 1995: Domination - 1996: Entangled in Chaos (livealbum) - 1998: Formulas Fatal to the Flesh - 2000: Gateways to Annihilation - 2003: Heretic - 2011: Illud Divinum Insanus - 2017: Kingdoms Disdained - 1994: Laibach Remixes - 2017: Complete Acid Terror - 1986: Scream Forth Blasphemies - 1986: Bleed for the Devil - 1987: Thy Kingdom Come - 1991: Abominations of Desolation - 1999: Love of Lava |